# Західне Дегуніно
Західне Дегуніно — район в Москві і однойменне внутрішньоміське муніципальне утворення. Розташований в Північному адміністративному окрузі. Кордон району Західне Дегуніно проходить по осі Малого кільця МЗ, далі по осі Жовтневої залізниці, міській межі Москви (зовнішньому кордоні смуги відведення Московської кільцевої автомобільної дороги, включаючи всі транспортні розв'язки вулиць і доріг), осях Бусиновського проїзду, вулиці Іжорської, Коровинського шосе і Дмитрівського шосе до Малого кільця МЗ.